# هلهوتس
هلهوتس (به آلمانی: Freistadt(l) an der Waag) یک شهرک با جمعیت ۲۲٬۱۹۲ نفر که در Hlohovec District، اسلواکی واقع شده‌است.